# ポール・オコンネル
ポール・オコンネル(Paul O'Connell、1979年10月20日 - )は、アイルランドのラグビーユニオン選手である。ポジションはロック。所属クラブのマンスター、アイルランド代表、ブリティッシュ・アンド・アイリッシュ・ライオンズでキャプテンを務めた経験を持つ。

## 経歴
- 16歳でラグビーを始め、アイルランド代表のユースチームでプレーした。[1]
- 2001年、エディンバラ戦で所属クラブマンスターでのデビューを果たした。
- 2002年、シックスネーションズでのウェールズ代表戦で代表デビューを果たし、初トライも記録した。
- 2003年、ワールドカップオーストラリア大会に初出場した。
- 2004年のシックスネーションズでブライアン・オドリスコルに代わりキャプテンを務めた。
- 2005年にブリティッシュ・アンド・アイリッシュ・ライオンズのメンバーに選出された。
- 2006年、ハイネケンカップでマンスターが優勝を遂げた。
- 2007年のワールドカップフランス大会に出場した。
- 2009年に参加したブリティッシュ・アンド・アイリッシュ・ライオンズではキャプテンを務めた。
- 2011年のワールドカップニュージーランド大会に出場した。
- 2013年にブリティッシュ・アンド・アイリッシュ・ライオンズに参加した。
- 2015年のワールドカップイングランド大会にアイルランド代表キャプテンとして臨んだが負傷して途中離脱した。同年12月、長年所属していたマンスターからフランストップ14のRCトゥーロンに移籍することが決まった。
- 2016年2月、ワールドカップでの故障から回復できず、ドクターストップによりRCトゥーロンでプレーすることなく現役を引退することが発表された。[2]

## タイトル
- アイルランド代表

シックスネーションズ優勝 - 3回(2009、2014、2015)
- マンスター・ラグビー

プロ12優勝 - 3回(2002–03、2008–09、2010–11)

ハイネケンカップ優勝 - 2回(2005-2006、2007-2008)